# Chengdu J-36
De Chengdu J-36 is een Chinees stealth gevechtsvliegtuig van de zesde generatie in ontwikkeling tegen 2035 bij Chengdu Aircraft Industry Group voor de Luchtmacht van het Volksbevrijdingsleger.
Het is een vliegende vleugel met deltavleugels met flaperons, maar zonder kielvlak en drie motoren.

## Geschiedenis
In 2018 diende Chengdu Aircraft Industry Group acht voorstellen in voor een gevechtsvliegtuig van de zesde generatie, waarvan er vier in windtunnels getest werden.
In januari 2019 heeft dr. Wang Haifeng, hoofdontwerper van Chengdu Aircraft Industry Group aangekondigd dat China een gevechtsvliegtuig van de zesde generatie ontwikkelt tegen 2035. In 2021 herhaalde de Chinese staatsmedia dat.
In oktober 2021 werd een gevechtsvliegtuig zonder staart gezien in de fabriek van Chengdu Aircraft Industry Group.
In september 2022 zei generaal Mark D. Kelly, hoofd Air Combat Command van de United States Air Force, dat China goed op weg was met een gevechtsvliegtuig van de zesde generatie.
In februari 2023 toonde China Aviation Industry Corporation hun concept op sociale media.
Op 26 december 2024, de verjaardag van Mao Zedong, is het vliegtuig met serienummer 36011 gezien, gefotografeerd en gefilmd boven Chengdu.
Op 17 maart 2025 waren beelden en video’s van een tweede testvlucht te zien op Chinese sociale media.

## Tegenhangers
Stealth gevechtsvliegtuigen van de zesde generatie die er commercieel en/of militair mee wedijveren:
- Verenigde Staten Boeing F-47 voor de United States Air Force
- Verenigde Staten F/A-XX voor de United States Navy
- Verenigd Koninkrijk BAE Systems Tempest
- Frankrijk Système de Combat Aérien du Futur
- Rusland MiG-41
- China Shenyang J-50 voor de Marine van het Volksbevrijdingsleger